# 黄培云
黄培云（1917年8月23日—2012年2月6日），男，原籍福建福州，生于北京，中国金属材料及粉末冶金专家、教育家，中国工程院资深院士、中南大学教授、中國粉末冶金学科的主要创始人之一。创立了粉末压制理论和烧结理论。研制成功多种用于核、航天、航空、电子等领域的粉末冶金材料。提出了非规则溶液活度系数的计算模型、二元系参数计算三元系参数的方法及模型和多级快速凝固制取非晶，准晶和微晶金属粉末理论。
多次获得中華人民共和國國家及省部级奖励。发表学术论文80余篇，专著2本。曾任中南矿冶学院副院长、原湖南省科协主席。

## 生平
1917年生於福州市，民國27年（1938年）毕业于國立清华大学化學系，获学士学位；民國34年（1945年）获美国麻省理工学院科学博士学位，回國後於民國36年（1947年）到民國38年（1949年）任教于国立武汉大学工学院矿冶系；中華人民共和國成立之後，1949年到1952年任教于武汉大学工学院矿冶系，他在中南大学创办了中華人民共和國第一个粉末冶金研究所，專門研究粉末冶金学，並亲自撰写教材、开设课程、制定教学计划，培养研究生。這對中國的粉末冶金業都有長足的發展。1994年當選中国工程院院士。2012年2月6日10时10分在长沙逝世。

## 家庭
夫人趙新那，語言學家趙元任之女。
父親黃厚誠,曾任北京稅務學堂教務長
母親何毓芬
兄弟黃培辰,1949~1958年曾任懷特工程顧問公司行政總幫辦。